# Margery
Margery ist ein weiblicher Vorname.

## Herkunft und Bedeutung
Margery ist eine englische Form des Vornamens Margarete, der „Perle“ bedeutet.

## Namensträgerinnen
- Margery Allingham (1904–1966), englische Autorin klassischer Detektivromane
- Margery Corbett Ashby (1882–1981), britische Frauenrechtlerin und Politikerin
- Margery Fry (1874–1958), britische Sozialreformerin
- Margery Hinton (1915–1996), britische Schwimmerin
- Margery Jourdemain (um 1400–1441) wurde als „Hexe von Eye neben Westminster“ Opfer einer politischen Verschwörung
- Margery Kempe (um 1373–nach 1438), englische Mystikerin und Visionärin
- Margery Sharp (1905–1991), englische Schriftstellerin

## Künstlername
- Margery, bürgerlich Mina Crandon (1888–1941), amerikanische Magierin
- Margery Glasgow, Autorenname von Robert Grün (1909–1975), österreichischer Schriftsteller